# 嘉義縣朴子市大同國民小學
23°27′40″N 120°14′25″E / 23.461019°N 120.240227°E
嘉義縣朴子市大同國民小學（簡稱大同國小）是臺灣嘉義縣朴子市的一所國民小學，其原為創立於日治時期1923年的「朴子女子公學校」。

## 介紹
大同國小最初是在1923年4月1日經核准設立的「朴子女子公學校」，而朴子公學校女子部便改至此上課，當時校地位於朴子公學校西側，校舍於同年6月20日完工。1929年3月，設立兩年的補習科，並在1939年廢止。1940年4月，學校改名為「大和公學校」並改為男女合校。1941年4月日，學校改制為「大和國民學校」並遷至現址，當時地址是臺南州東石郡朴子街朴子348番地。
二戰後，學校於1946年改為「朴子鎮第二國民學校」，於1947年改稱「大同國民學校」。1968年8月，因九年國民教育實施而改名為「大同國民小學」。